# کمباین

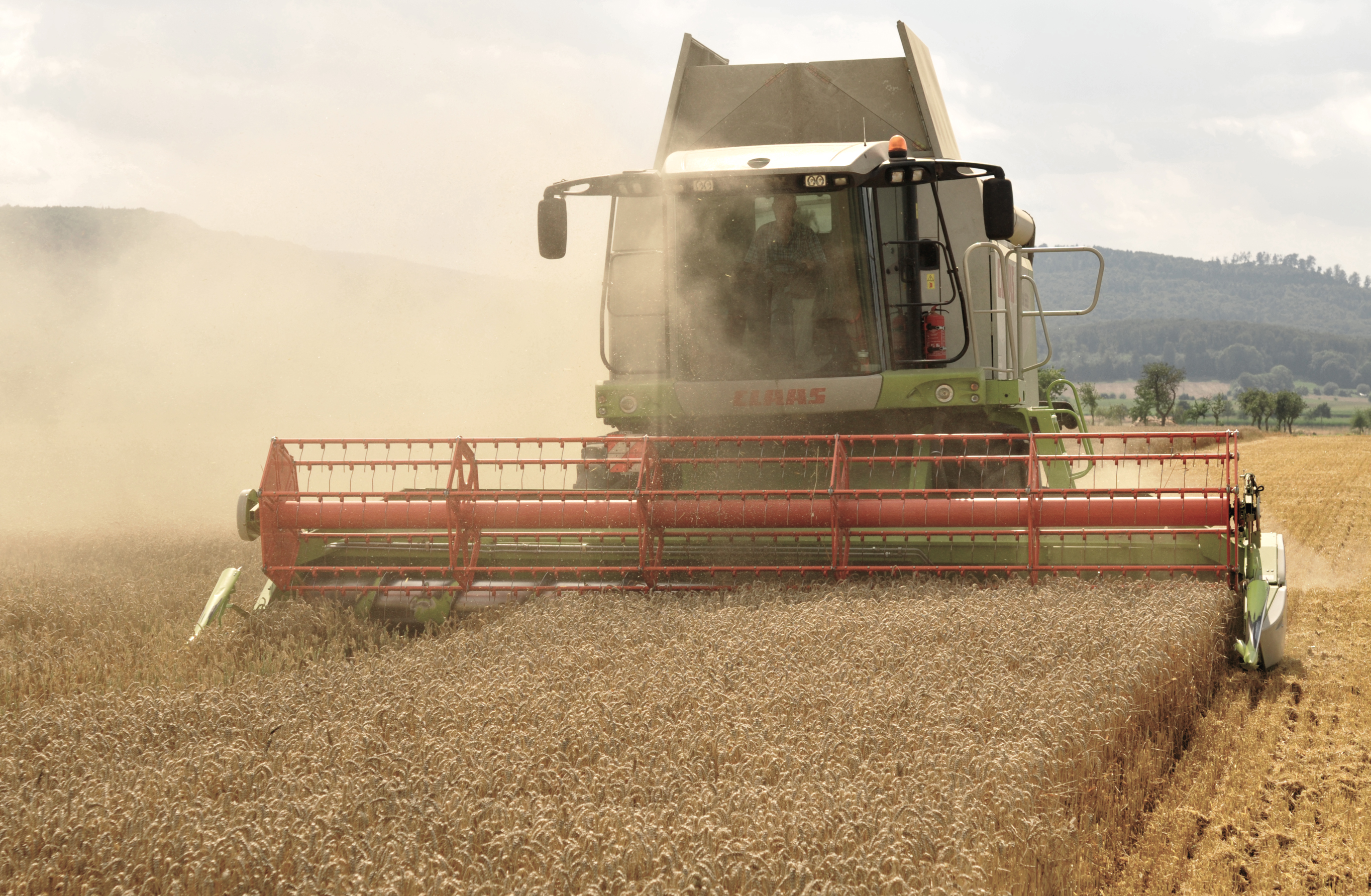

کمباین (به انگلیسی: Combine harvester) ماشین برداشت محصولات دانه‌دار کشاورزی است نام آن برگرفته از واژهٔ انگلیسی combining به معنی ((ترکیبی)) است که در اصل به خاطر اینکه این ماشین سه کار را به صورت سلسله مراتبی انجام می‌دهد:
1. دروکردن
2. کوبیدن یا خرمن کوبیدن
3. جداسازی دانه‌ها از ساقهٔ محصولی مانند:

گندم، یولاف، چاودار، جو (گیاه)، ذرت، سویا را می‌توان با کمباین درو کرد.
برای دروکردن و کوبیدن و جداسازی هر محصول باید قسمت‌هایی از کمباین تعویض شوند، هد کمباین و کوبنده و غربال‌ها قسمت‌هایی از کمباین هستند که برای هر محصول باید تعویض شوند.
کمباین ساقه‌ها و برگ‌های زائد درو را در کنار خود بر روی زمین رها می‌کند که می‌توان برای غذای چهارپایان یا به عنوان کود گیاهی از آن‌ها استفاده کرد.
استفاده از کمباین یکی از موثرترین و بابهره‌ترین روش‌های برداشت محصول است که به کمک آن می‌توان حداقل تعداد کارگر را برای محصول داشت.

## تاریخچه
کمباین برای اولین بار در سال ۱۸۳۴ توسط هیرام مور اختراع شد که در ابتدا توسط اسب یا گاو نر کشیده می‌شد.
در سال ۱۸۳۵ یک دستگاه کمباین کامل توسط هیرام مور ساخته شد که تا ۱۸۳۹ بیش از ۵۰ هکتار زمین را با آن برداشت کرد.

## اجزای کمباین

کمباین‌ها از اجزایی تشکیل شده‌اند که البته ممکن است با توجه به طراحی شرکت سازنده یا محصول هدف برای برداشت تا حدودی متفاوت باشند، اما فهرست زیر در اکثر کمباین‌ها صدق می‌کند.
اجزای کمباین با توجه به شکل مقابل به شرح زیر است:
| 1. چرخ فلک 2. دروگر 3. مارپیچ 4. نقاله دانه 5. تله سنگ 6. کوبنده 7. ضدکوبنده 8. کلش کش 9. سینی دانه 10. بادبزن | 11.غربال بالایی قابل تنظیم 12.غربال پایینی 13.نقاله کزل برگردان 14.بازگشت کزل 15.مارپیچ دانه 16.مخزن دانه 17.کاه خردکن 18.کابین راننده 19.موتور 20.مارپیچ تخلیه 21.پروانه |